# Normal People
Normal People es una serie de televisión de drama irlandesa, producida por Element Pictures para BBC Three y Hulu, en asociación con Screen Ireland. La serie se basa en la novela del mismo nombre de Sally Rooney, y sigue la relación entre Marianne Sheridan (Daisy Edgar-Jones) y Connell Waldron (Paul Mescal) mientras navegan en la edad adulta desde sus últimos días en la escuela secundaria hasta sus años de licenciatura en Trinity College. La serie fue escrita principalmente por Rooney y por Alice Birch, y fue dirigida por Lenny Abrahamson y Hettie Macdonald.[cita requerida]
Se estrenó: en BBC Three, en el Reino Unido, el 26 de abril del 2020, seguida de emisiones semanales en BBC One; en RTÉ One, en Irlanda, el 28 de abril de 2020; en los Estados Unidos, en su totalidad, en Hulu, el 29 de abril del 2020. Ha recibido la aclamación de la crítica, con elogios por sus actuaciones, escritura y representación de contenido maduro.[cita requerida]

## Sinopsis
Normal People sigue a Marianne y Connell a través de su época en la escuela secundaria en County Sligo en la costa atlántica de Irlanda, y más tarde como estudiantes universitarios en Trinity College. El enfoque es principalmente en el tejido de Connell y Marianne dentro y fuera de la vida romántica de cada uno. Entre sus compañeros de la escuela secundaria, Marianne es considerada un bicho raro, aunque a ella no le importe la posición social. Su vida familiar se complica por la irritabilidad de su madre Denise y el resentimiento de su hermano Alan por sus buenas notas. Su padre ha fallecido y se revela que fue un maltratador doméstico, algo de lo que su familia evita hablar. Connell es un estudiante atlético de alto rendimiento que vive con su madre soltera Lorraine, que trabaja para Denise como limpiadora. Es popular en el colegio, aunque se ve disminuido por su silencio durante el acoso de Marianne, lo que crea complejidad a medida que la relación entre ellos se desarrolla.

## Elenco y personajes

### Principales
- Daisy Edgar-Jones como Marianne Sheridan, una estudiante de una familia acomodada que es estudiosa, franca y sensible; comienza una relación con Connell, y él sugiere que la mantengan en secreto. También va al Trinity College y estudia historia y política.
- Paul Mescal como Connell Waldron, un estudiante muy querido y académicamente dotado. Su madre trabaja como limpiadora para la familia de Marianne. Lucha con lo que quiere de la vida y decide seguir la sugerencia de Marianne y solicitar una licenciatura en el Trinity College para estudiar Literatura.

### Recurrentes
- Sarah Greene como Lorraine Waldron, la madre soltera de Connell que trabaja para la familia Sheridan como su limpiadora. Ella y Connell comparten una estrecha relación y ella expresa su decepción cuando Connell elige su imagen pública en lugar de tratar bien a Marianne cuando están en la escuela. Antes de la relación secreta de Marianne y Connell, ella era muy cercana a Marianne.
- Aislín McGuckin como Denise Sheridan, la madre soltera y rica de Marianne que es abogada. El padre de Marianne es descrito como abusivo con ella y ella no tiene una relación cercana con Marianne y a menudo falla en controlar el abuso de Alan hacia Marianne a lo largo de la serie.
- Eanna Hardwicke como Rob Hegarty, un amigo cercano de Connell que también asiste a la misma escuela. Más tarde muere por suicidio, lo que devasta a Connell más tarde en la serie.
- Frank Blake como Alan Sheridan, el hermano de Marianne, con quien no es cercana. No trata bien a Marianne, frecuentemente hace comentarios burlones sobre ella, y a veces es físicamente agresivo.
- Eliot Salt como Joanna, una amiga que Marianne hace en el Trinity College.
- India Mullen como Peggy, una amiga que Marianne hace en el Trinity College y que también viene de un entorno rico.
- Desmond Eastwood como Niall, el compañero de piso de Connell durante su tiempo en el Trinity College. Él y Marianne se hacen amigos y a menudo fomenta la relación entre Connell y Marianne.
- Sebastian de Souza como Gareth, el compañero de clase de Connell en el Trinity College que es un defensor de la libertad de expresión y el interés amoroso de Marianne en la universidad.
- Fionn O'Shea como Jamie, parte del círculo social de Marianne en el Trinity College que es muy competitivo. Está enamorado de Marianne durante sus días de universidad.
- Leah McNamara como Rachel Moran, una compañera de escuela de Marianne y Connell y parte del círculo social de Connell. Ella y Connell tuvieron una vez una aventura casual, haciéndola ocasionalmente celosa de Marianne. Connell elige ir al baile de debutantes con ella en lugar de Marianne, lo que hace que se alejen por primera vez.
- Seán Doyle como Eric, uno de los amigos de la escuela de Connell.
- Niamh Lynch como Karen, una de las chicas más amables con Marianne en la escuela de Sligo.
- Kwaku Fortune como Philip, un amigo de Marianne en el Trinity College.
- Clinton Liberty como Kiernan.
- Aoife Hinds como Helen Brophy, la novia de Connell en el Trinity College.
- Lancelot Ncube como Lukas, el novio de Marianne de Suecia.

## Producción

### Desarrollo y casting
En mayo de 2019, se anunció que BBC Three y Hulu habían encargado una serie de 12 episodios basada en la novela que se estrenaría en 2020, protagonizada por Daisy Edgar-Jones y Paul Mescal como Marianne y Connell respectivamente. Sarah Greene y Aislín McGuckin también fueron anunciadas como parte del elenco. La propia Sally Rooney ayudaría en la adaptación junto con los escritores Alice Birch y Mark O'Rowe. Lenny Abrahamson y Hettie Macdonald dirigirían la serie y la compañía irlandesa Element Pictures produciría la serie.

## Rodaje
El rodaje de la serie comenzó en mayo de 2019, en County Sligo y en Dublín.
Tubbercurry principalmente constituía la ciudad ficticia de Carricklea, con Streedagh Point a lo largo de la Wild Atlantic Way de Irlanda usada para escenas de playa, Knockmore House en Enniskerry, County Wicklow para la residencia de los Sheridans, y una casa adosada en Shankill (Dublín) para la residencia de los Waldrons. Las escenas de la escuela secundaria se filmaron en la Escuela Comunitaria de Hartstown de Dublín con estudiantes reales como personajes de fondo. Algunos estudiantes del Trinity College de Dublín también participaron en la serie mientras filmaban en la universidad. Las escenas del piso de Marianne en Dublín se rodaron en Wellington Road, en la zona acomodada de Ballsbridge.
Aunque parte de la novela está ambientada en Trieste, el rodaje tuvo lugar en el centro de Italia, principalmente en Sant'Oreste, Stimigliano y la villa Il Casale en la Tenuta di Verzano, en Lacio. Se esperó hasta febrero de 2020 para filmar las escenas de Suecia en Luleå para que la nieve cubriera el suelo y el mar Báltico estuviera congelado y Marianne caminara sobre él.

## Lanzamiento

### Marketing
El primer teaser salió el 1 de noviembre de 2019. BBC Three y Hulu lanzaron sus propios teasers el 17 de enero de 2020, seguidos de los tráileres el 31 de marzo.

### Distribución
Los 12 episodios se lanzaron a la vez en BBC Three y BBC iPlayer el 26 de abril, seguido de una emisión en BBC One el 27 de abril. La serie se estrenó en los Estados Unidos en Hulu el 29 de abril. La serie se lanzó en Stan en Australia el 27 de abril y comenzó a emitirse en RTÉ One en Irlanda el 28 de abril. La serie se ha vendido a más de 20 cadenas de todo el mundo.
En España, la serie está disponible en la plataforma de streaming gratuita RTVE Play.
«Normal People». RTVE Play. Consultado el 23 de mayo de 2025.

## Premios y nominaciones
| Año  | Premiación                 | Categoría                                                    | Nominado(s)       | Resultado | Ref.          |
| ---- | -------------------------- | ------------------------------------------------------------ | ----------------- | --------- | ------------- |
| 2020 | People's Choice Awards     | La Serie para Maratonear del 2020                            | Normal People     | Nominado  | [ 18 ] [ 19 ] |
| 2020 | Primetime Emmy Awards      | Mejor Actor de Miniserie o Telefilme                         | Paul Mescal       | Nominado  | [ 20 ] [ 21 ] |
| 2020 | Primetime Emmy Awards      | Mejor Dirección en Miniserie, Telefilme o Especial Dramático | Lenny Abrahamson  | Nominado  | [ 20 ] [ 21 ] |
| 2020 | Primetime Emmy Awards      | Mejor Guion en Miniserie, Telefilme o Especial Dramático     | Sally Rooney      | Nominado  | [ 20 ] [ 21 ] |
| 2020 | Primetime Emmy Awards      | Mejor Reparto en Miniserie, Telefilme o Especial Dramático   | Louise Kiely      | Nominado  | [ 20 ] [ 21 ] |
| 2021 | AACTA International Awards | Mejor Actor en Serie                                         | Paul Mescal       | Nominado  | [ 22 ] [ 23 ] |
| 2021 | AACTA International Awards | Mejor Actriz en Serie                                        | Daisy Edgar-Jones | Nominado  | [ 22 ] [ 23 ] |
| 2021 | Critics' Choice Awards     | Mejor Miniserie                                              | Normal People     | Nominado  | [ 24 ] [ 25 ] |
| 2021 | Critics' Choice Awards     | Mejor Actor en Película o Miniserie                          | Paul Mescal       | Nominado  | [ 24 ] [ 25 ] |
| 2021 | Critics' Choice Awards     | Mejor Actriz en Película o Miniserie                         | Daisy Edgar-Jones | Nominado  | [ 24 ] [ 25 ] |
| 2021 | Golden Globe Awards        | Mejor Miniserie o Telefilme                                  | Normal People     | Nominado  | [ 26 ] [ 27 ] |
| 2021 | Golden Globe Awards        | Mejor Actriz de Miniserie o Telefilme                        | Daisy Edgar-Jones | Nominado  | [ 26 ] [ 27 ] |
| 2021 | Satellite Awards           | Mejor Miniserie                                              | Normal People     | Nominado  | [ 28 ]        |